# Mantee
Mantee és una població dels Estats Units a l'estat de Mississipi. Segons el cens del 2000 tenia 169 habitants.

## Demografia
Segons el cens del 2000, Mantee tenia 169 habitants, 74 habitatges, i 52 famílies. La densitat de població era de 39,5 habitants per km².
Dels 74 habitatges en un 24,3% hi vivien nens de menys de 18 anys, en un 67,6% hi vivien parelles casades, en un 1,4% dones solteres, i en un 28,4% no eren unitats familiars. En el 28,4% dels habitatges hi vivien persones soles el 12,2% de les quals corresponia a persones de 65 anys o més que vivien soles. El nombre mitjà de persones vivint en cada habitatge era de 2,28 i el nombre mitjà de persones que vivien en cada família era de 2,77.
Per edats la població es repartia de la següent manera: un 17,8% tenia menys de 18 anys, un 11,2% entre 18 i 24, un 26,6% entre 25 i 44, un 25,4% de 45 a 60 i un 18,9% 65 anys o més.
L'edat mediana era de 38 anys. Per cada 100 dones de 18 o més anys hi havia 101,4 homes.
La renda mediana per habitatge era de 40.750 $ i la renda mediana per família de 41.750 $. Els homes tenien una renda mediana de 32.500 $ mentre que les dones 23.750 $. La renda per capita de la població era de 18.871 $. Entorn del 3,5% de les famílies i el 6,3% de la població estaven per davall del llindar de pobresa.

## Poblacions més properes
El següent diagrama mostra les poblacions més properes.